# 国鉄121系電車
121系電車（121けいでんしゃ）は、日本国有鉄道（国鉄）が設計・製造した直流近郊形電車。
本稿では121系を改造・形式変更したJR四国7200系電車についても述べる。

## 概要
国鉄分割民営化直前の1987年（昭和62年）3月23日のダイヤ改正により、高松都市圏に当たる香川県内の予讃本線高松 - 坂出間、多度津 - 観音寺間および土讃本線多度津 - 琴平間が電化されることとなり、その区間用として導入された。
2両編成19本の38両が製造され、民営化にあたっては全車両が四国旅客鉄道（JR四国）に承継された。経営基盤が脆弱とされたJR四国に対する将来の布石といった意味合いで国鉄が残した車両の一つである。

## 車両概説

### 車体
205系や211系に類似した軽量ステンレス製車体で、前面中央には207系900番台と同様に貫通扉を備えている。側面は211系と同様の戸袋窓のある片側3扉配置である。扉は半自動（停車時に手動で開閉する）の設定が可能で、開閉用の取手が取付けられているほか、ホーム有効長の短い駅での客扱に備えて選択開閉ができるようになっている。窓は205系などとは開閉方向が上下逆の1段上昇式を採用し（205系量産車は1段下降式）、良好な視界を保ちつつ製造コスト削減を図っている。
車体幅は205系と同じ2,800mmとし、近郊形電車ではあるものの、105系（新規製造車）や119系などと同様な裾絞りのない車体となった。前面スタイルは前年に登場した207系900番台に準じるものの、幌枠が設置されていることや、貫通扉が211系に準じたステンレス無塗装のものであるため、印象は異なる。
窓を1段上昇式としたため、側面幕板部に行先表示器を設置できず、方向板（いわゆるサボ）を使用していた。また前面の行先表示器も手動式である。
車体は無塗装で、前面周囲のFRP部は銀色に塗装されている。また、新製時には赤14号の帯を配していたが、JR四国に承継されて間もなく同社のコーポレートカラーである水色（青26号）に変更された。

### 機器類

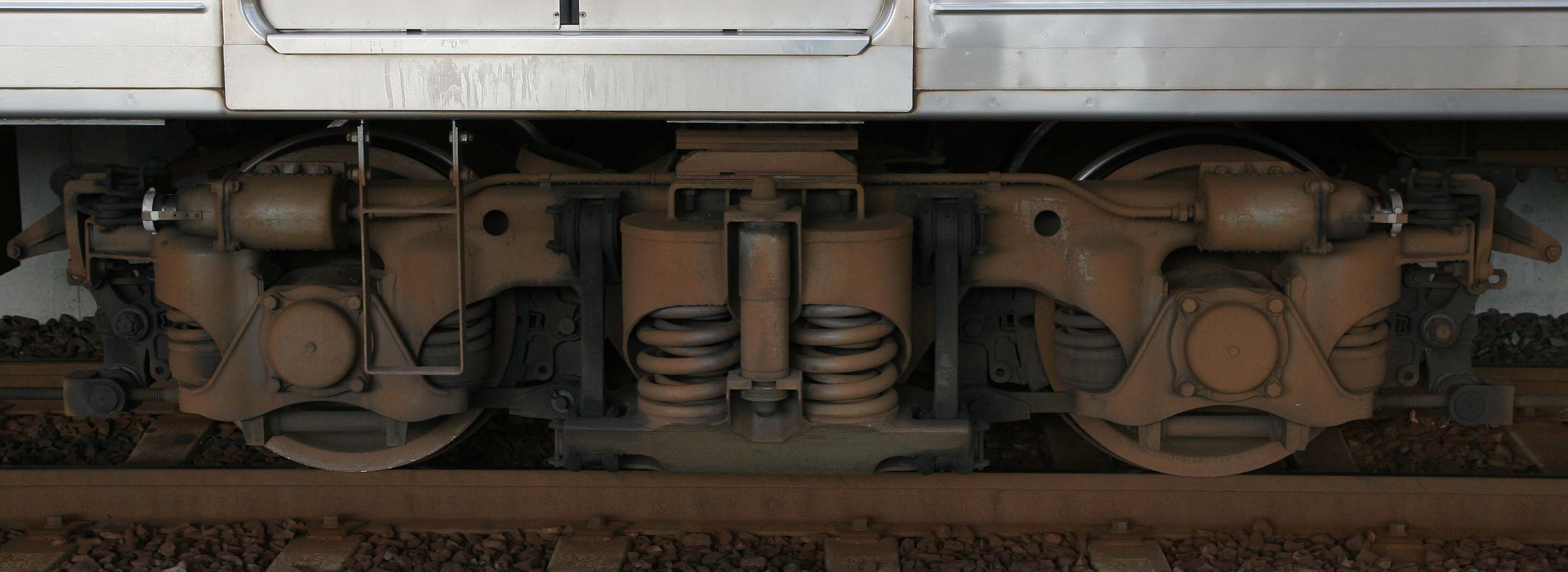
101系電車から流用した
DT21T形台車
（2007年12月）

台車および主幹制御器などの各種機器については、当時の国鉄の財政状況が極限的状況に陥っていたことから、新製費用を抑えるために可能な限り廃車車両の発生品を流用している。制御電動車（クモハ121形）の台車は、103系で採用されているDT33形をベースにブレーキシリンダやばねなどを改良したDT33A形台車を使用している。この台車は電車区における検修体制の見直しにより捻出された循環予備品を活用したものである。
制御車（クハ120形）の台車は101系から流用したDT21T形である。主電動機はMT55A形、主制御器はCS51A形、主抵抗器は自然冷却式のMR166形、空気圧縮機はC-1000形であり、主電動機を4個永久直列とし、抵抗制御で力行と発電ブレーキを制御するなどの基本的な構成は105系と同一である。
補助電源装置は当初、485系食堂車の廃車発生品である70kVAの電動発電機 (MG) をクモハ121形に装備していたが、トラブルが多発したため、1998年（平成10年）から2001年（平成13年）にかけて静止形インバータ (SIV) に交換された。車両番号の末尾18,19の編成はクモハ121形のMGを撤去し、111系の廃車発生品のSIV (S-SIV90/90kVA) をクハ120形の床下に、その他の編成はクモハ121形のMGを撤去し、その跡にSIV (S-SIV70/70kVA) を設置した。
ブレーキシステムは、205系や211系と同一の電気指令式空気ブレーキを採用したが、電気ブレーキは従来の抵抗制御車と同様に発電ブレーキを併用する。気動車などに操作方法を合わせるため、運転台は縦軸2ハンドル式である。先頭車前面の連結器には、解結作業の迅速化、効率化を図るため電気連結器と自動解結装置が装備された。電気連結器は7000系と線番号を合わせているため併結可能とされているが、起動加速度の違いにより実際に併結運用はない。また、将来の3両運転を想定し、妻面の連結器は棒連結器ではなく密着連結器を採用した。
集電装置は廃車発生品のPS16形パンタグラフが搭載されたが、1992年（平成4年）に予讃線の観音寺 - 新居浜間が電化され、狭小トンネルがある箕浦駅以西にも入線できるよう7000系と同じS-PS58形に交換された。

### 車内設備

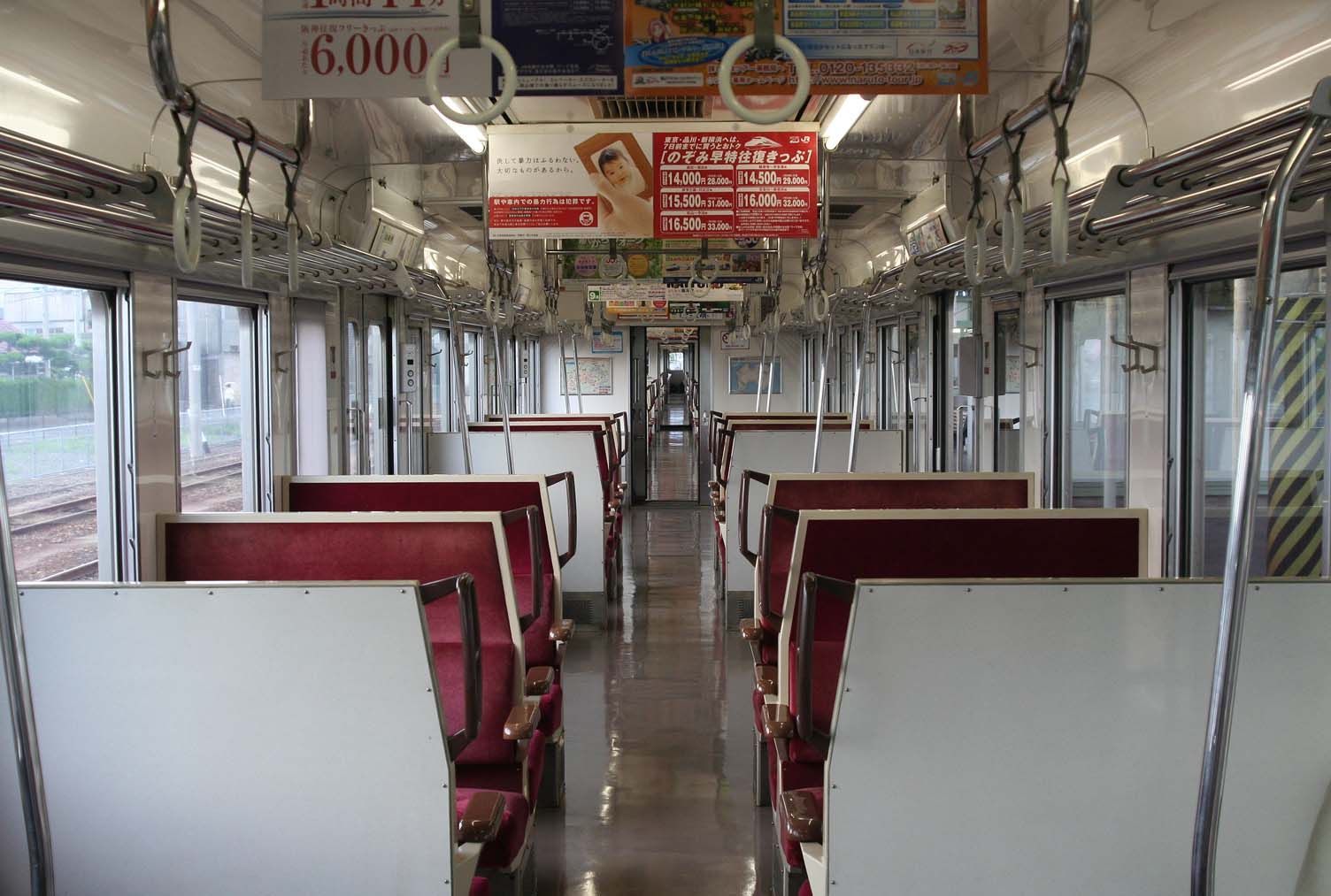
121系の車内
（2007年9月）

他の近郊形電車にならって、座席は扉間に対面式固定クロスシート（ボックスシート）を配し、客用扉付近の戸袋部と車端部にロングシートを配したいわゆるセミクロスシートである。クロスシートの背もたれの通路側がやや斜めにカットされ、大形の手摺が取付けられている。新製当初から冷房装置 (AU79A/33,000kcal/h) も搭載された。天井部は平天井構造とされ、冷風の吹出しはラインフロー式である。
高松近郊の短距離区間での運用を想定していたため、灰皿は落成時点から省略されており、トイレも設置されていない。

落成当時、ドア横に半自動扱時の操作ボタンは無く、半自動扱の際は115系のようにドアを手で開閉だったが、のちに操作ボタンが設置された。

## 編成・形式
高松方からクモハ121形 (Mc) - クハ120形 (Tc') の2両固定編成で、電動車と付随車の構成（MT比）は1M1Tであり、2両編成19本（38両）が在籍する。全車両が国鉄時代に製造され、JR発足後の追加製造は行われていない。四国島内の検修施設の関係で、編成全体が逆向きとされている。
クモハ121形高松寄りの制御電動車。パンタグラフと走行機器を搭載する。空気圧縮機（CP）などの重要機器がすべて搭載されており、当形式単独でも走行することが可能であった。重量はワンマン未改造車が42.0t、ワンマン化改造車が42.4tである。
クハ120形琴平・新居浜・伊予西条寄りの制御車。台車は101系のものが再利用されている。

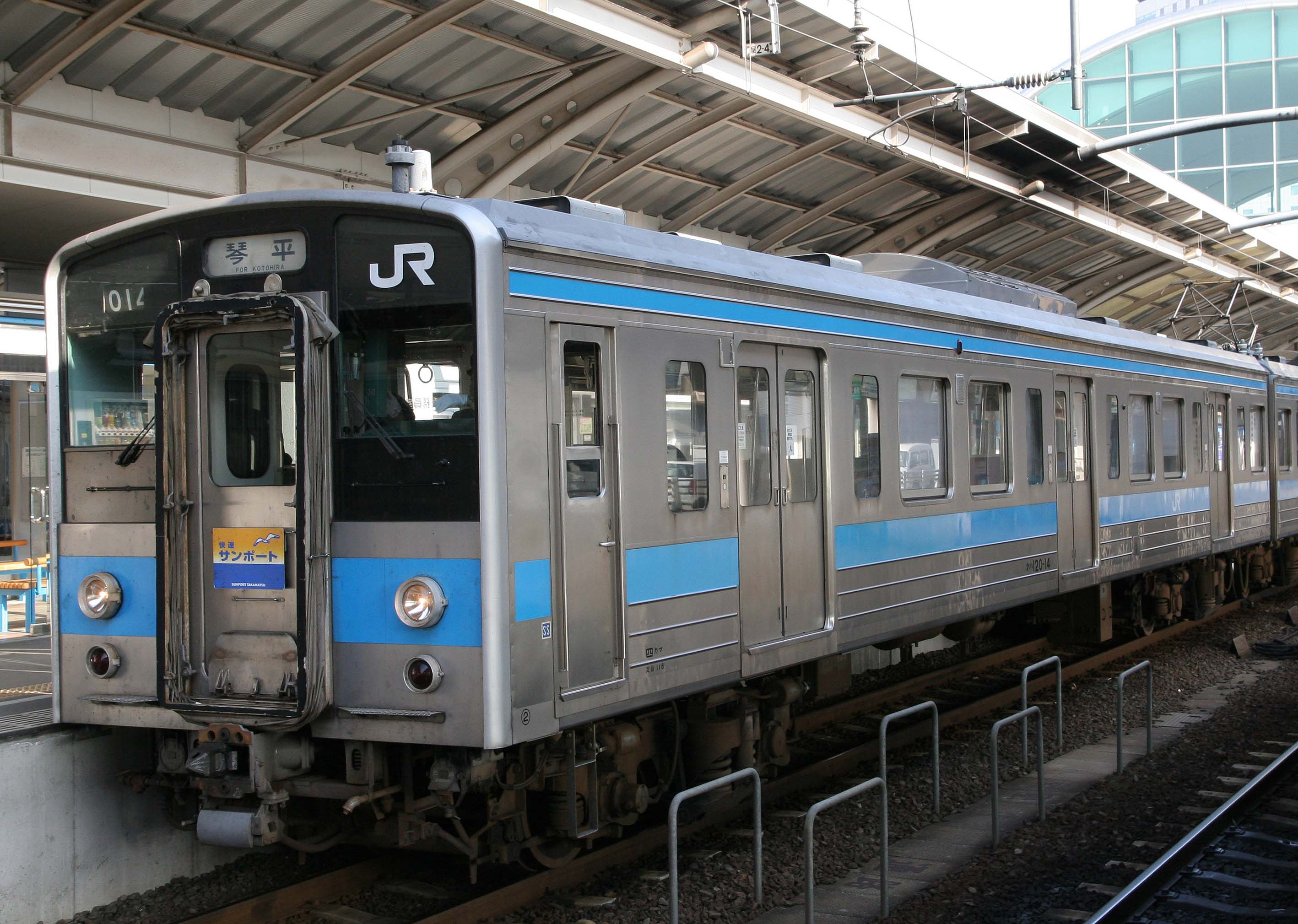
クハ120-14 （2007年12月）
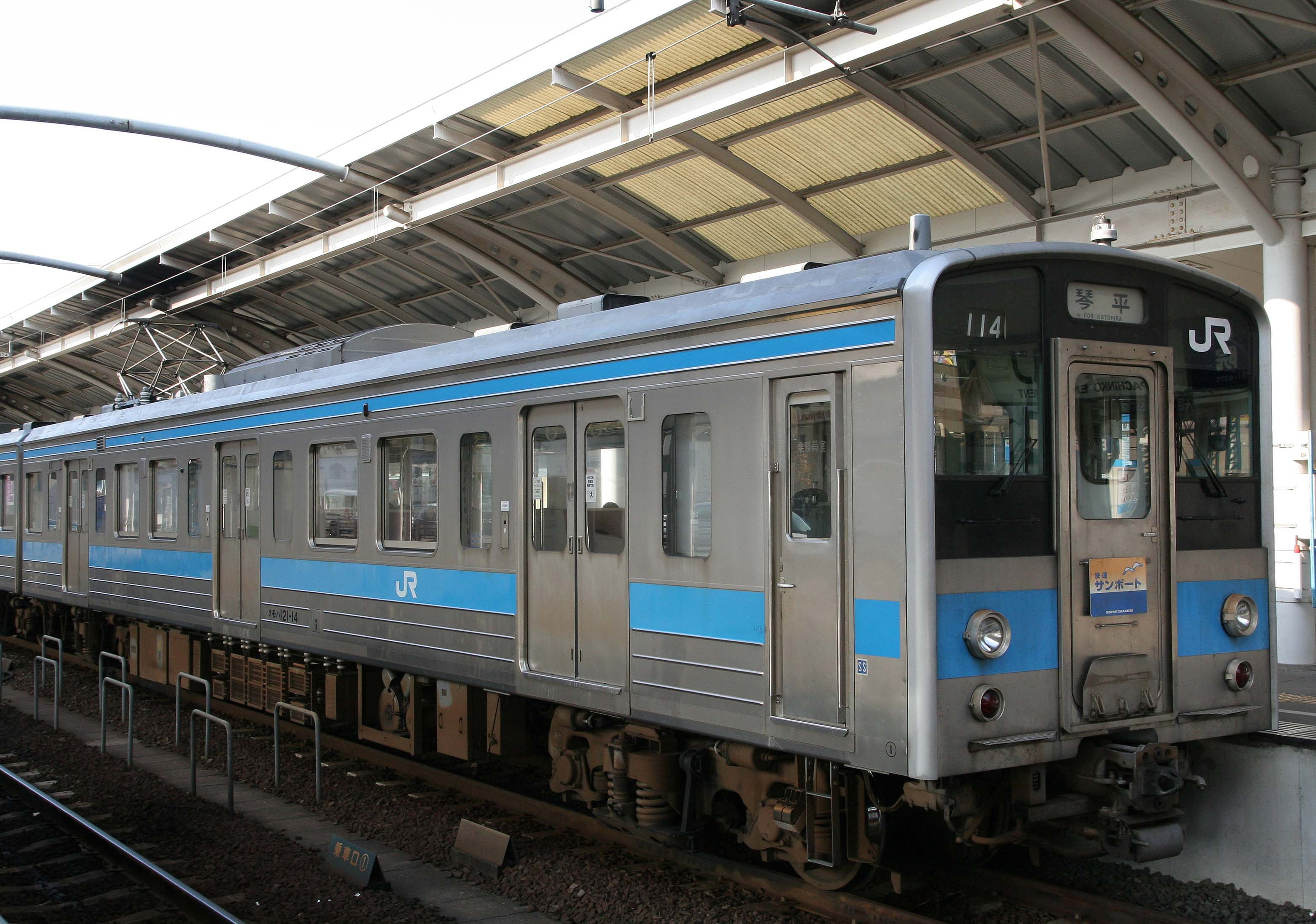
クモハ121-14 （2007年12月）

## 運用

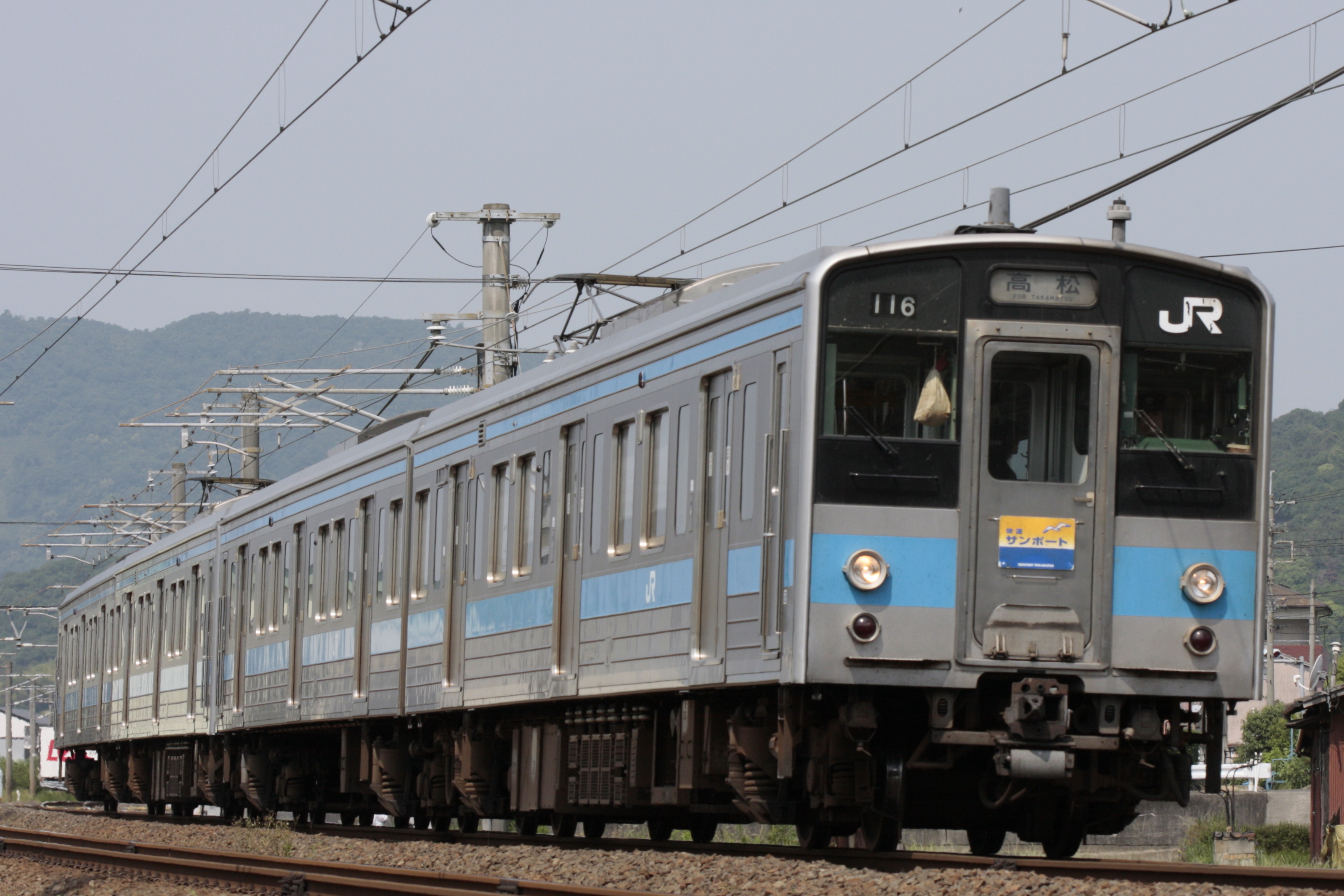
快速「サンポート」

JR発足までに全編成が高松運転所に配置され、当初は本州から転入した111系とともに使用され、その後同所には7000系・6000系・113系も加わった。
2両編成を基本とし、後述する第1・2編成を除きワンマン運転には対応していない。2015年現在は高松近郊の予讃線・伊予西条 - 高松間、土讃線・多度津 - 琴平間で普通電車や快速「サンポート」に使用されている。またトイレがないことと、側窓が上昇式になっていることから、本四備讃線（瀬戸大橋線）での営業運転には入らない。予備車の配置がない113系の代走としても使用されるが、前述の理由により瀬戸大橋線とそれに関連する運用は代走は行わずに113系が限定使用された。

### 瀬戸内びんび列車
2004年（平成16年）10月に、高松市のサンポート高松とその周辺地域で開催された「第24回全国豊かな海づくり大会」に合わせて、この大会のPRのためにクモハ121-11+クハ120-11の2両に魚のラッピングを施した「瀬戸内びんび列車」を香川県とJR四国の共同企画で同年9月から約1年間運行した。魚の図柄は高松藩第5代藩主松平頼恭の命より作られた「衆鱗図」（海水や淡水の魚などの生物723図が描かれている）を基にしていた。

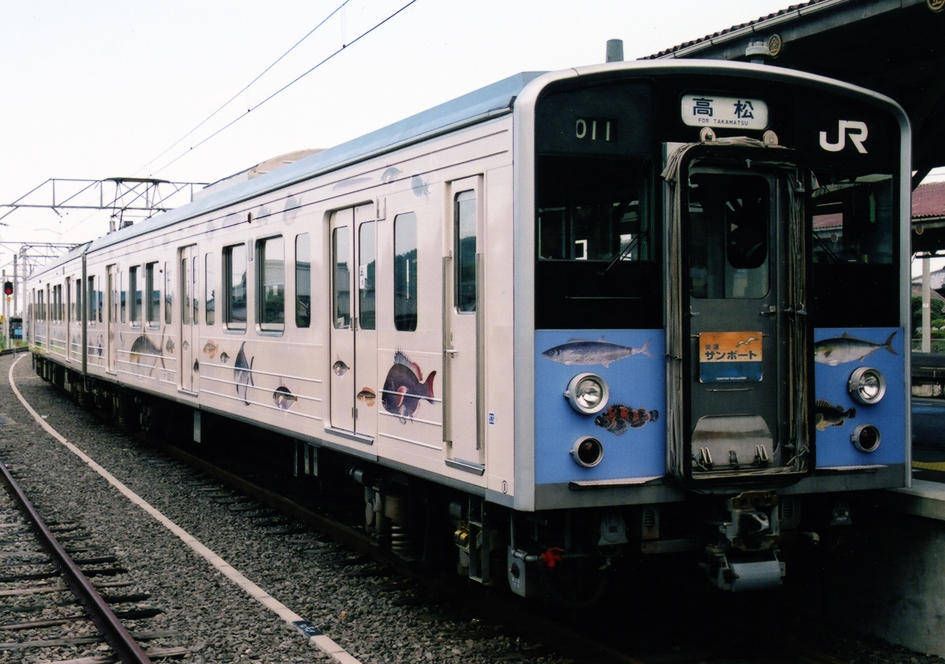
クハ120-11「瀬戸内びんび列車」 （2004年 琴平駅）
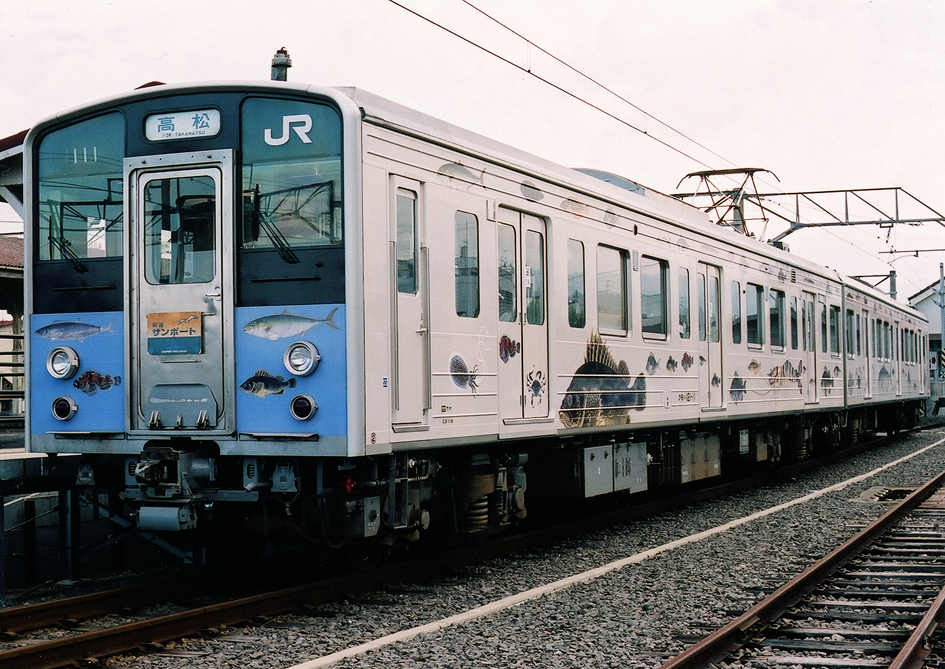
クモハ121-11「瀬戸内びんび列車」 （2004年 琴平駅）

## 改造

### ワンマン化改造
2011年11月より多度津工場にて第1編成（クモハ121-1+クハ120-1）のワンマン化改造が行われ同月14日に出場した。また後日第2編成（クモハ121-2+クハ120-2）も同様の改造が成された。
ワンマン設備の設置と同時に以下の設備が追加・更新された（この改造によりクモハ121形は重量が42.0tから42.4tとなった）。
- 車体帯色を赤に変更（登場当時の赤14号色に復元）
- スカート（排障器）の設置
- 転落防止幌の追加
- 前面行先表示器の更新（黒ベースの幕式で1500形に近いものとなった）/ 側面行先表示器・出入口表示機の新設（LED式）
- ホーム検知装置の追加
- ドアセンサーの追加（第1編成のみ）
- 車外スピーカーの更新
- 車内座席配置の変更（同四国内を走る7000系や1000形に近い千鳥配置）
- 車椅子スペースの追加
- ドアチャイム（1500形と同様のもの）の追加・ドア開閉予告灯の設置・乗車促進自動放送の追加・客用扉中央部に黄色いテープの貼付
- 運賃表・車内案内表示装置の追加

当編成は2011年12月19日より運用が開始された。また行先表示器に「快速サンポート」の表示が追加されたため、その運用に入る際は従来のヘッドマークを用いず、幕のみでの表示となる。121系は2両固定編成だが、通常ワンマン運転の際はJR四国の方針により四国島内で運用の都合上見られる2両編成以上のワンマン列車と同様、2両目以降の車両は回送扱いとなるため、乗降扉は先頭車の前後以外全て締め切りとなり、先頭車後方の扉以外からは乗車出来ない。また戸袋窓の上部分に新設された出入口案内表示機に先頭車後側は「入口」、前側は「出口」、2両目以降では「締切」と表示される。但し2012年3月17日のダイヤ改正より、例外として列車番号が「5xxxM」の列車については、車掌の代わりに客室乗務員が乗務し、あくまでドア扱いなどは運転士が行うワンマン方式をとっている。この場合、駅係員の有無に関わらず整理券を発行せず2両編成全扉を開放し、きっぷの回収などは客室乗務員が行う。代わりに、車内放送は自動放送によるものとなる。またこれらの補助装置として、乗車促進放送やホーム検知装置が追設されている。

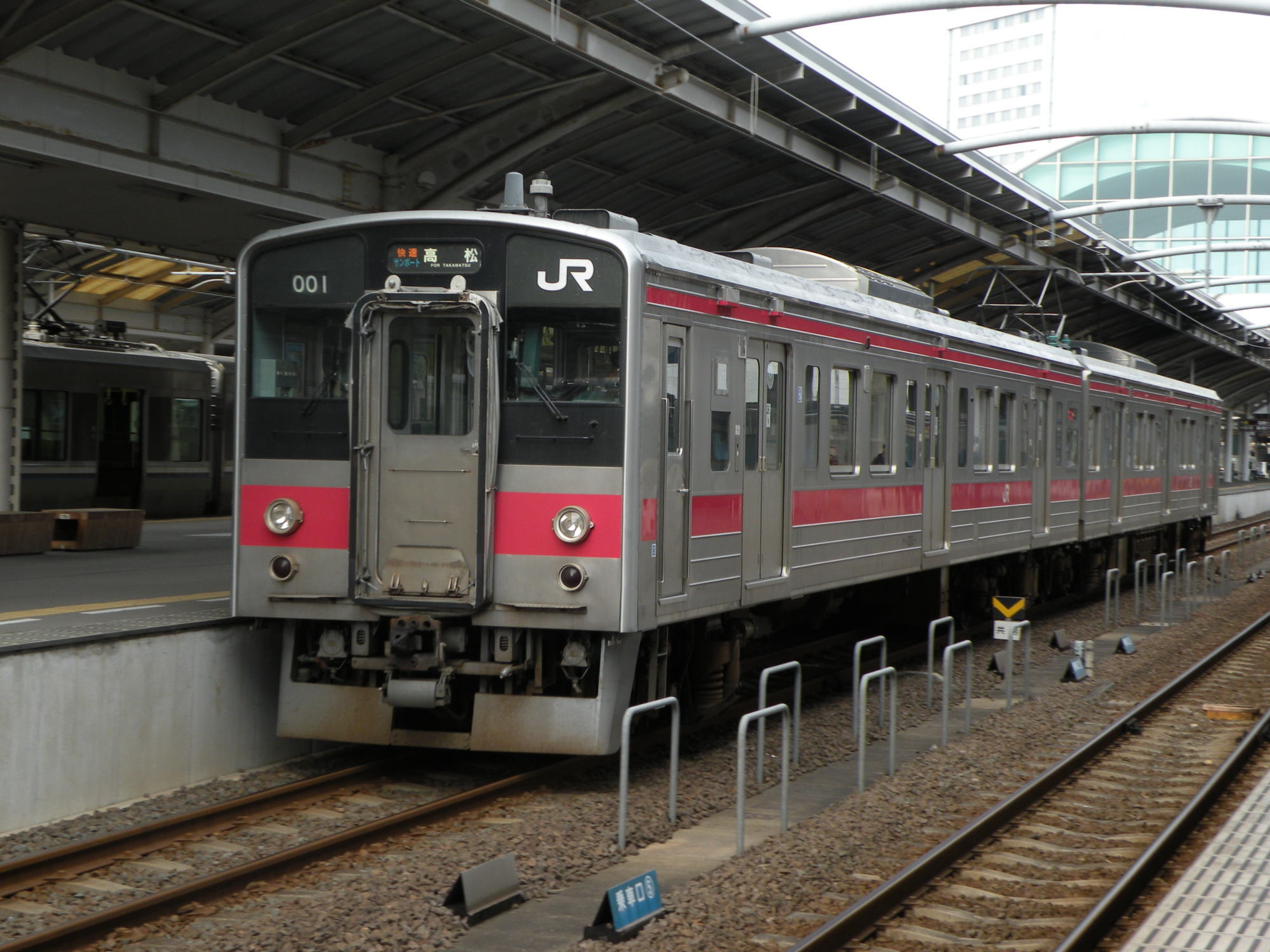
121系ワンマン化改造編成
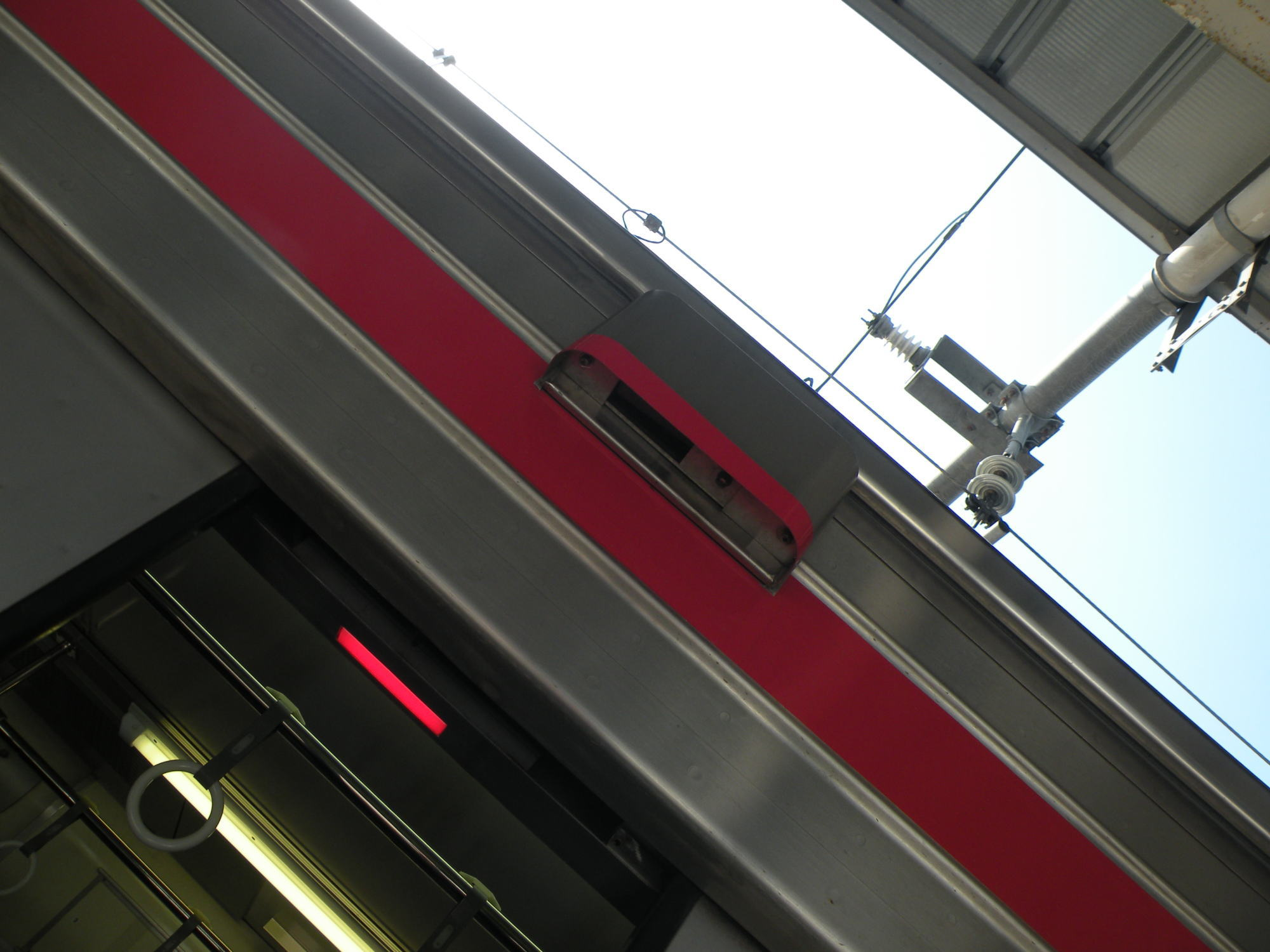
ドア上部のセンサーと開閉予告灯

## JR四国7200系電車
本形式は製造から30年程度が経過していたことから、足回りや客室設備内外の大幅リニューアルを施工し、7200系に形式名を変更することとなった。

### 車体
- 高松方のMc車を7200形に、伊予西条・琴平方のTc車を7300形に改番
- 車体帯色をピンク系に変更[注 5]し、ロゴの追加
- 車両前面にスカート（排障器）を設置
- Tc'車の電気連結器を7000系と同形式の2段式に変更
- 前面行先表示器を幕式からLEDへ変更
- 車外スピーカーの設置
- 屋根上のベンチレーターを撤去。
- 前照灯を電球からLEDに変更（第16編成から順次変更）[5]。
- 主要機器

制御方式は抵抗制御からVVVFインバータ制御に変更した。インバータ装置は S-CS63A と呼称される。これは、IGBT素子を使用した2レベル電圧形PWMインバータで、8600系に採用されたものと共通設計となっており、1C1M構成とすることで故障時に回路を1群毎に開放を可能とした、冗長性の高い設計である。
主電動機は直流直巻電動機からかご形三相誘導電動機（全閉外扇形）S-MT64（1時間定格出力140kW、極数は6極）に変更し、Mc車に4基搭載する。
Mc車に搭載されていた電動空気圧縮機と補助電源装置は、電動空気圧縮機は S-MH13-SC1100（交流電動機駆動）をTc'車に、補助電源装置はS-SIV150（三相交流440V、150kVA）をMc車に搭載する。
ブレーキシステムは同じく電気指令式空気ブレーキであるが、制御方式のVVVF化や台車変更に伴い、側重弁を廃止してMc車にブレーキ受量器を設置しており、常用ブレーキ使用時は回生ブレーキを優先し、ブレーキ力が不足した場合には電空協調制御により不足分を空気ブレーキで補う制御としている。
台車を川崎重工業製のCFRP台車「efWING」（Mc車はS-DT67ef形、Tc'車はS-TR67ef形）の空気ばね式ボルスタレス台車に変更、台車には川崎重工業モーターサイクル製品のイメージカラーであるライムグリーン塗装がなされている。これにより走行安定性の向上と大幅な軽量化が図られており、台車単体で約2t、車両全体で約3.5tの軽量化（重量が37.6t）となっている。121系ではMc車とTc'車で台車の車輪径と軸間距離が異なっていたが、この台車を採用したことにより、すべての台車の車輪径と軸間距離が統一されている。
また、基礎ブレーキはユニットブレーキとしており、自動隙間調整器を内蔵している。また、CFRPを初めて使用する台車であるため、軸箱にセンサーとケーブルを取り付けて状態を監視できるようにしている。駆動装置はTD継手式平行カルダン方式を採用した KD369-A-M、はすば歯車を用いた一段減速式で歯車比は85：14=6.07である。収納する歯車箱は球状黒鉛鋳鉄製で、整備性の観点から上下分割方式である。
7000系との併結に対応しており、これにより最高運転速度、曲線通過速度、力行（加速）とブレーキの性能は7000系と同等としている。

### 客室
ボックス席が一部撤去され、ロングシート化されたため、車内の座席配置は千鳥配置となり、ロングシートの腰掛をバケットタイプに変更、座席端に袖仕切板を設置、側窓は上部が客室側に倒れて開く内折れ式に変更、運転室直後の座席は撤去(ワンマン対応化編成のみ)され、運賃表示器、運賃箱、車椅子スペースが新設された。このほか、内折れ式に変更された側窓部分のみ、カーテンがフリーストップ式に変更された。ワンマン化未対応だった編成は運転席にワンマン切替スイッチとワンマンドアスイッチを、運転席の背面に設置されている遮断器盤にワンマン用のNFBをそれぞれ設置、車両の車体側面の3・4・9・10位戸袋窓に出入口表示器、4位側の側窓上部に行先表示器、4位側の客室扉付近に整理券発行機をそれぞれ設置（先に改造された第1・2編成に準じた内容）。運賃表示器はLCDタイプになっており、ツーマン運転時は運賃表の代わりに次の停車駅を表示している。これらのワンマン化改造工事の完了に伴い、本系列を使用する列車の一部は客室乗務員も廃したワンマン運転を実施している。

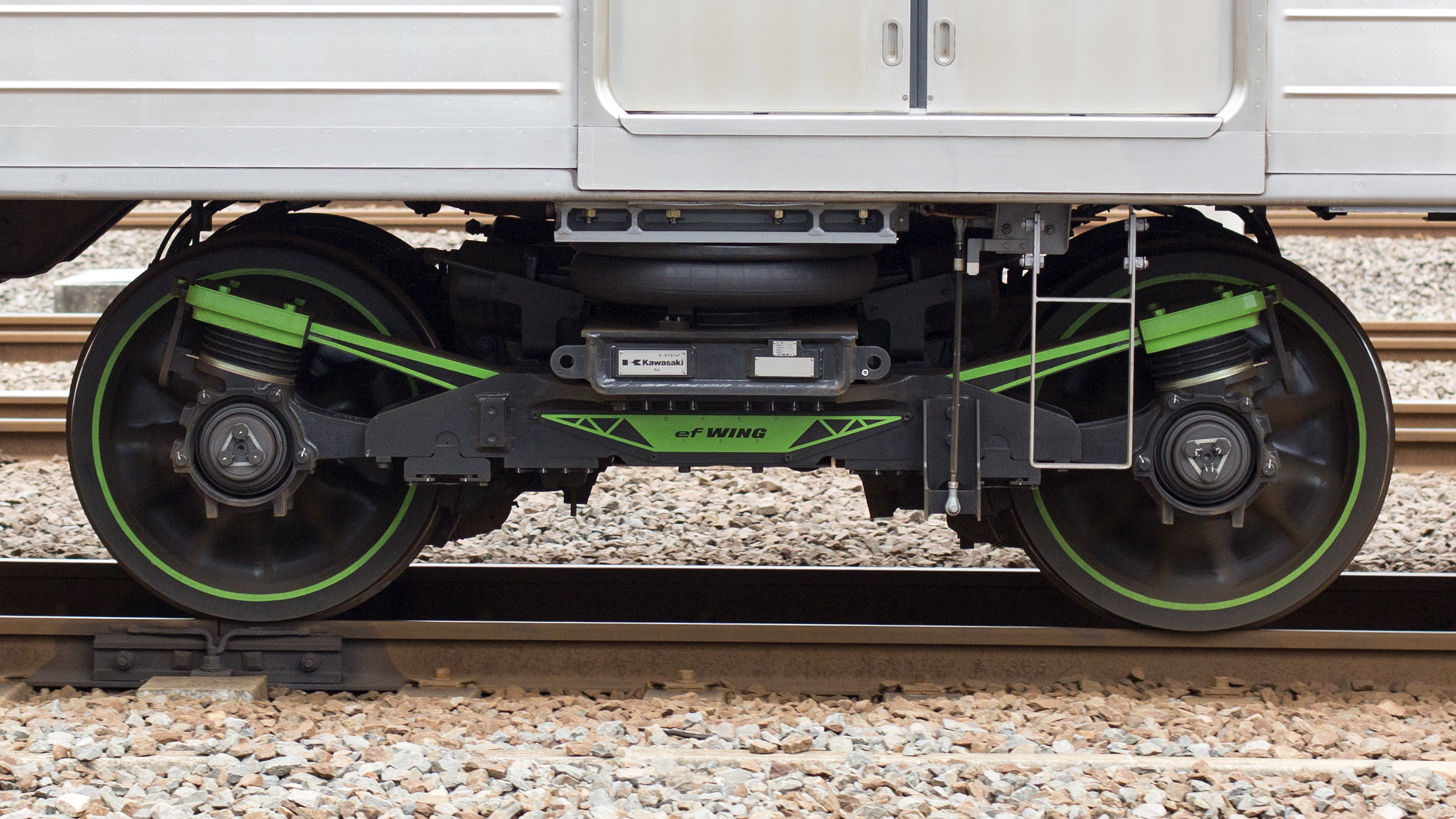
S-DT67ef形台車（7203） （2016年6月）
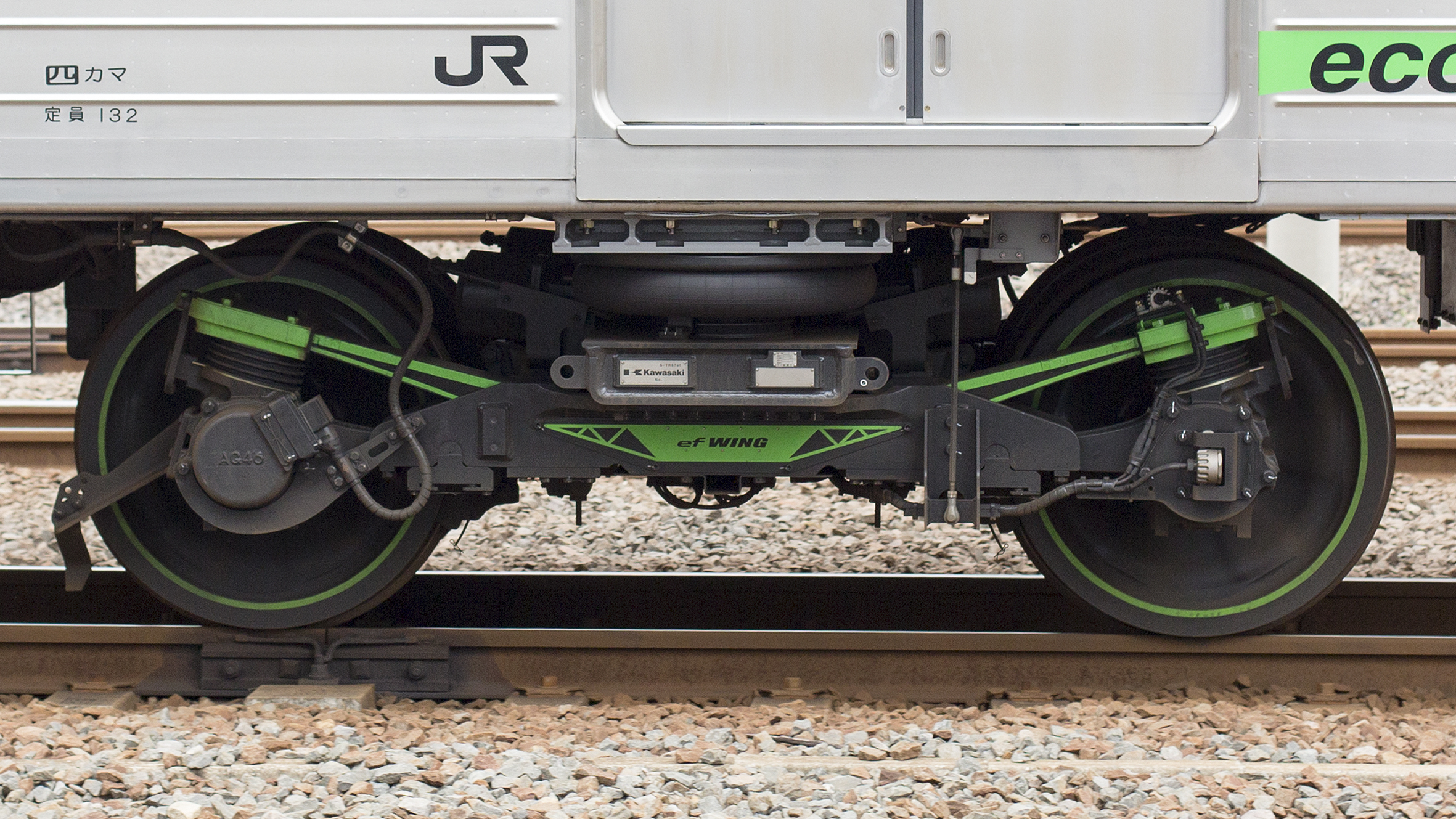
S-TR67ef形台車（7303） （2016年6月）
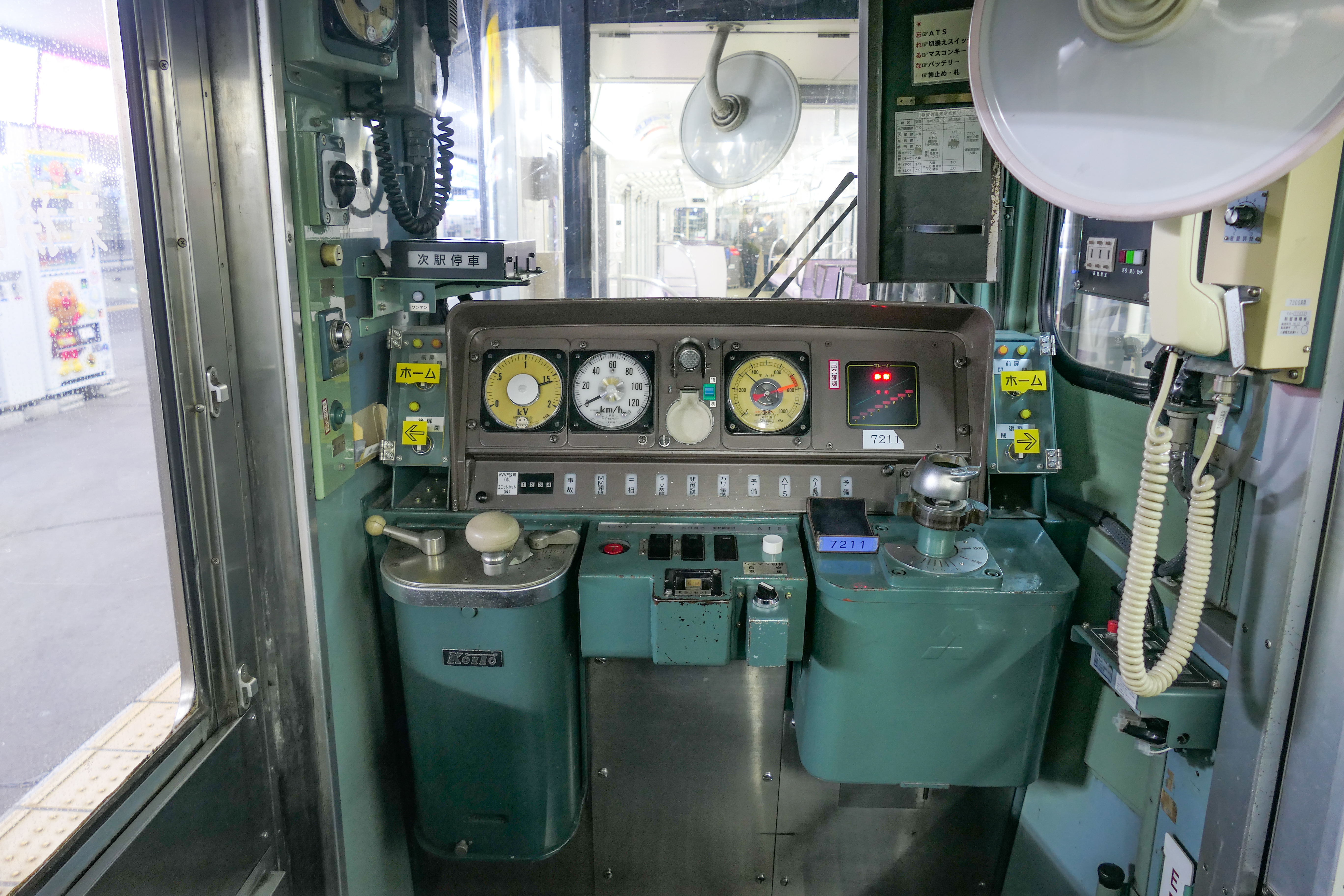
運転台 （2021年12月）
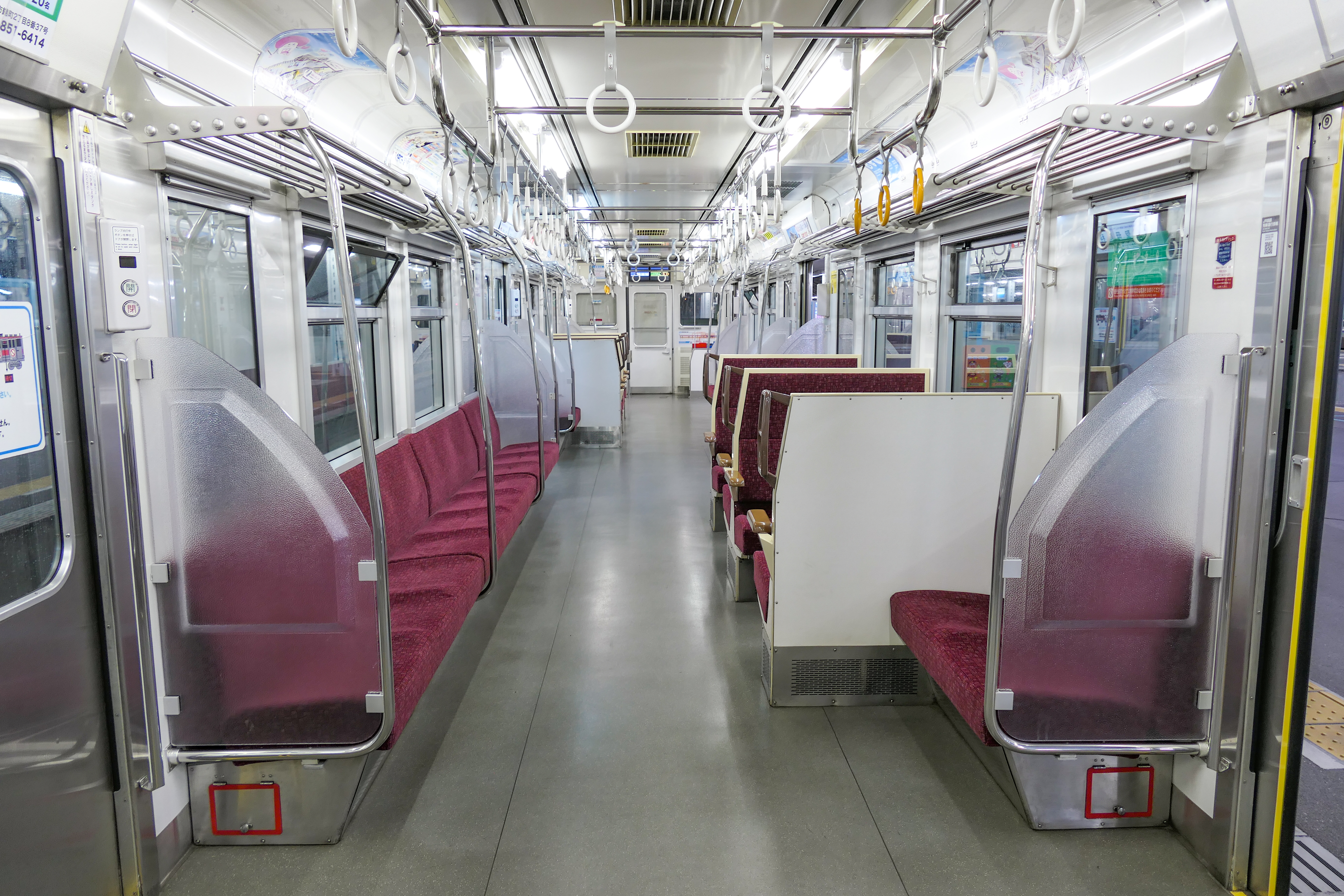
車内 （2021年12月）
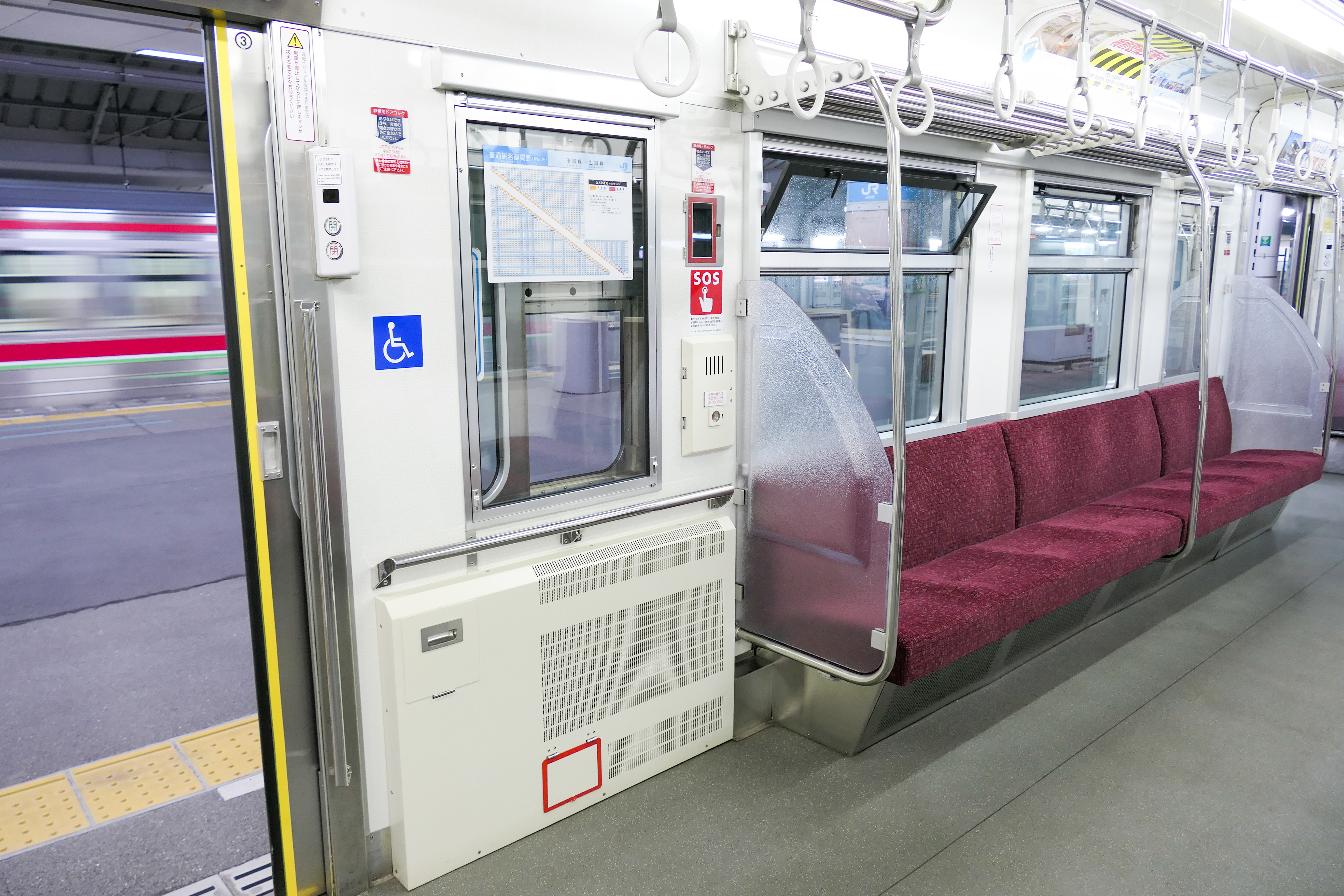
車椅子スペース （2021年12月）

### 更新状況
更新改造第1号となるR03編成は、2016年2月2日に多度津工場において構内試運転が行われ、2月4日に出場した。その後台車の走行試験を行い、2016年6月13日から営業運転を開始した。2019年2月にはR02編成を最後に全編成が7200系へ改造・改番され、121系は系列消滅となった。

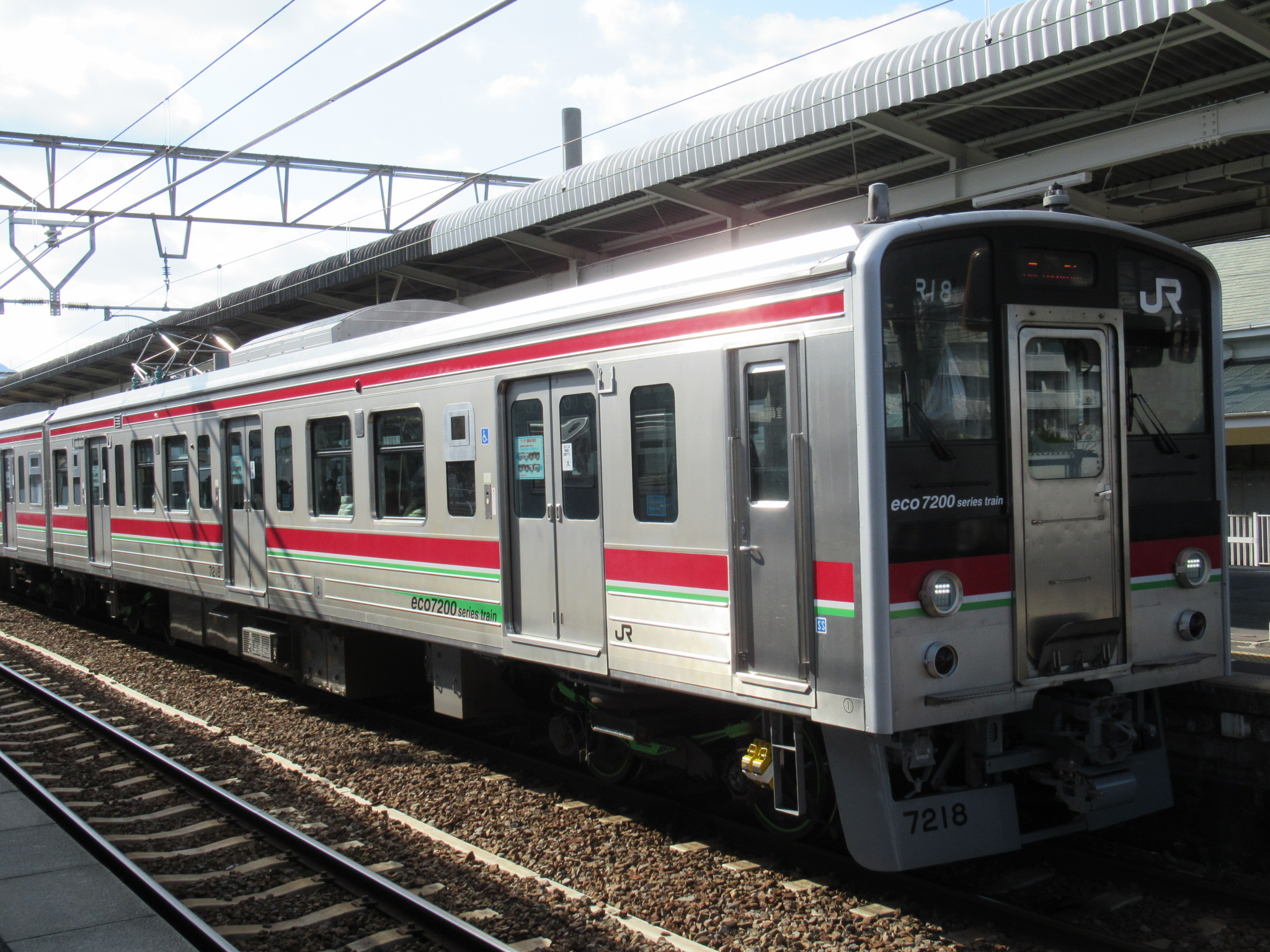
7218 （2019年1月）
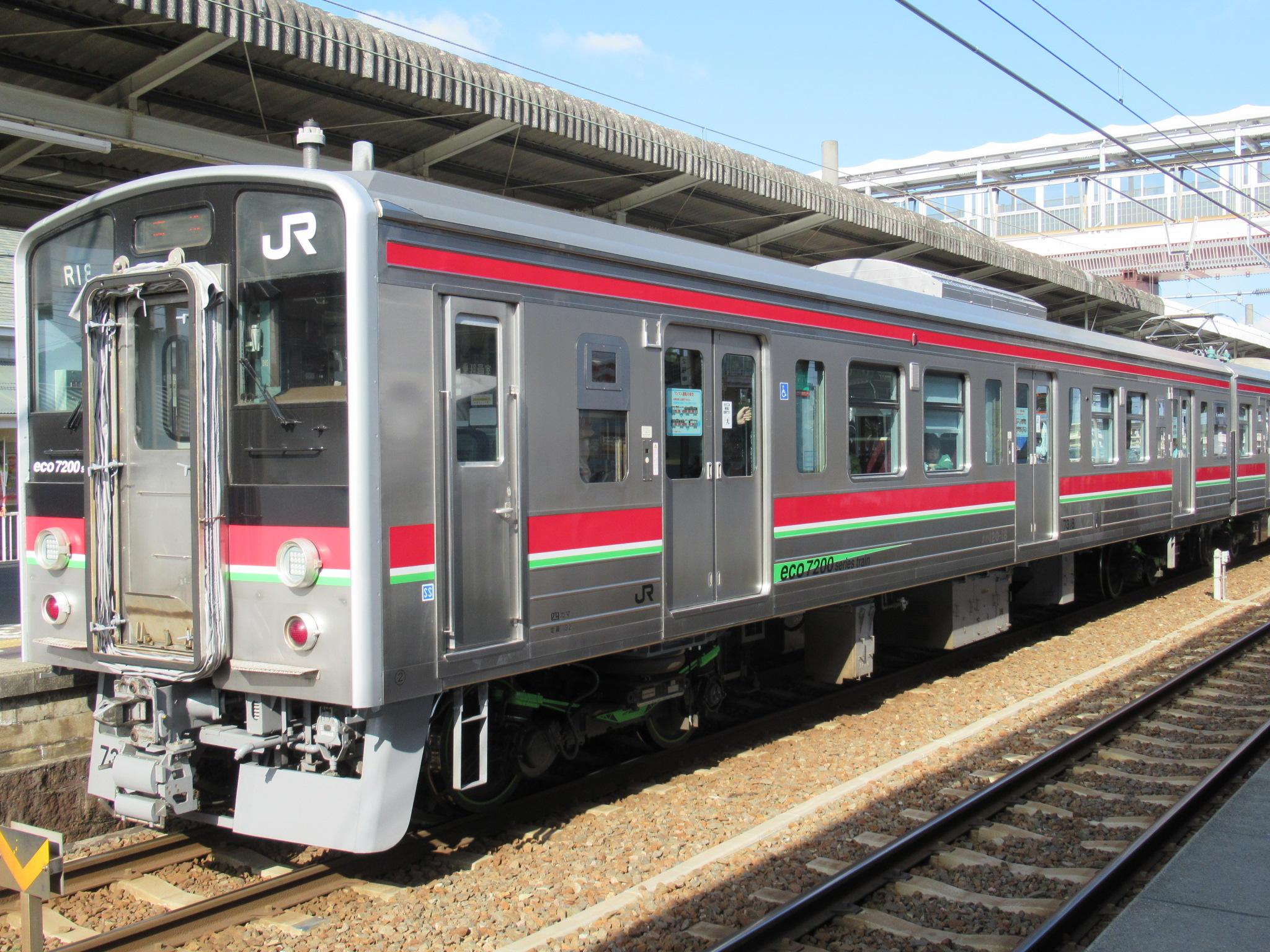
7318 （2019年1月）

| 編成番号 | 製造メーカー | 更新年月日 | 更新後の車番 | 備考                      |
| -------- | ------------ | ---------- | ------------ | ------------------------- |
| R01      | 日立製作所   | 2018/10/12 | 7201+7301    | 121系時代にワンマン改造済 |
| R02      | 近畿車輛     | 2019/02/18 | 7202+7302    | 121系時代にワンマン改造済 |
| R03      | 川崎重工業   | 2016/03/15 | 7203+7303    | ワンマン改造車            |
| R04      | 川崎重工業   | 2016/09/09 | 7204+7304    | ワンマン改造車            |
| R05      | 近畿車輛     | 2017/03/28 | 7205+7305    | ワンマン改造車            |
| R06      | 近畿車輛     | 2018/02/20 | 7206+7306    | ワンマン改造車            |
| R07      | 近畿車輛     | 2017/11/07 | 7207+7307    | ワンマン改造車            |
| R08      | 東急車輛製造 | 2017/06/05 | 7208+7308    | ワンマン改造車            |
| R09      | 東急車輛製造 | 2017/02/28 | 7209+7309    | ワンマン改造車            |
| R10      | 東急車輛製造 | 2018/08/22 | 7210+7310    | ワンマン改造車            |
| R11      | 東急車輛製造 | 2017/12/28 | 7211+7311    | ワンマン改造車            |
| R12      | 日立製作所   | 2018/07/02 | 7212+7312    | ワンマン改造車            |
| R13      | 日立製作所   | 2016/10/28 | 7213+7313    | ワンマン改造車            |
| R14      | 日立製作所   | 2016/12/06 | 7214+7314    | ワンマン改造車            |
| R15      | 川崎重工業   | 2017/09/13 | 7215+7315    | ワンマン改造車            |
| R16      | 川崎重工業   | 2017/01/18 | 7216+7316    | ワンマン改造車            |
| R17      | 川崎重工業   | 2017/07/20 | 7217+7317    | ワンマン改造車            |
| R18      | 近畿車輛     | 2018/12/11 | 7218+7318    | ワンマン改造車            |
| R19      | 近畿車輛     | 2017/03/28 | 7219+7319    | ワンマン改造車            |

- 7218
（2019年1月）
- 7318
（2019年1月）

## その他

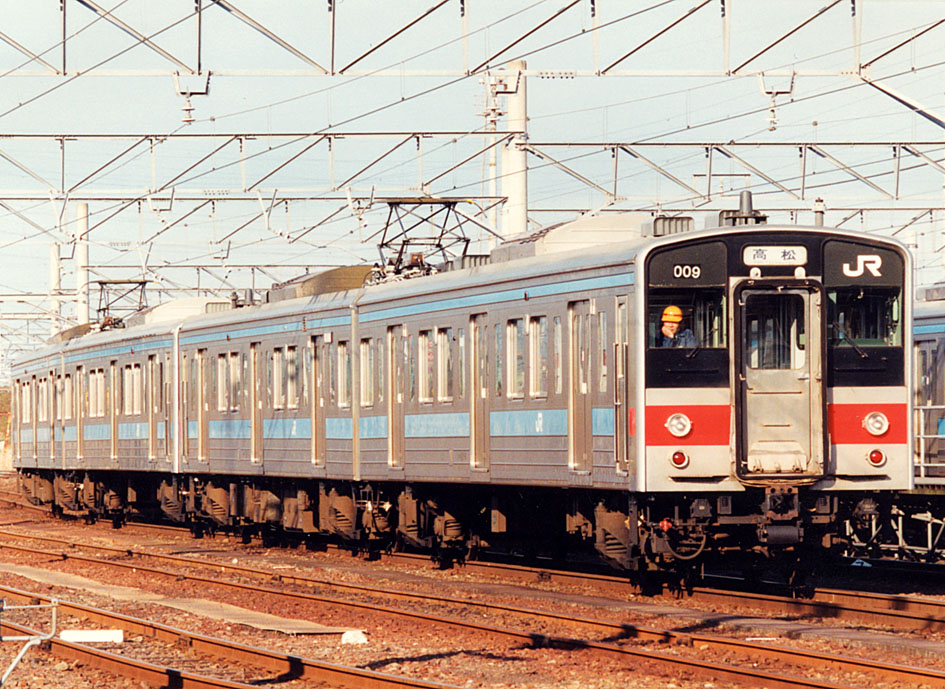
警戒色になった
クハ120-9＋クモハ121-9

東急車輛製造で落成した編成は、試運転で横須賀線を走行し、品川駅や横須賀駅にも入線した。
JR四国色になった後、警戒色として前面が赤帯になった編成（クハ120-9＋クモハ121-9）が一時期存在した。

運行開始当初は坂出 - 多度津が電化されていなかった（電化は1987年〈昭和62年〉10月2日）関係で一部の編成が多度津駅常駐となっていたため、検査時には、同区間をディーゼル機関車で回送できるような対応がなされていた。